# الدبن (ملحان)

تعديل مصدري - تعديل

الدبن هي إحدى قرى عزلة جبع بمديرية ملحان التابعة لمحافظة المحويت، بلغ تعداد سكانها 32 نسمة حسب تعداد اليمن لعام 2004.